# پوک‌گاما (مینه‌سوتا)
پوکگاما (به انگلیسی: Pokegama) یک منطقهٔ مسکونی در ایالات متحده آمریکا است که در شهرستان پین، مینه‌سوتا واقع شده‌است. پوکگاما ۷۰ نفر جمعیت دارد و ۲۸۴٫۰۸ متر بالاتر از سطح دریا واقع شده‌است.